# 4034 Вішну
4034 Вішну (англ. 4034 Vishnu) — навколоземний астероїд з групи аполлонців. Належить до потенційно небезпечних астрономічних об'єктів. Має діаметр 0,42 км. Він був відкритий 2 серпня 1986 року американським астрономом Елеанор Гелін в Паломарской обсерваторії і названий на честь Вішну — верховного бога в індуїзмі. Астероїд має витягнуту орбіту з великим ексцентриситетом, яка перетинає орбіти відразу трьох планет: Венери, Землі і Марса.